# Carlos Antonio López (cidade)
Carlos Antonio López é um distrito do Paraguai, localizado no departamento de Itapúa.

## Transporte
O município de Carlos Antonio López é servido pela seguinte rodovia:
- Caminho em terra ligando a cidade de San Rafael del Paraná ao município de Mayor Julio D. Otaño [1][2][3]